# Mette Newth
Mette Newth född 30 januari 1942 i Oslo, är en norsk författare och illustratör. 
Newth är utbildad keramiker. Hon var under perioden 1989–1993 rektor vid Kunst- og håndverkskolen i Bergen. Under perioden 1999–2002 var hon rektor vid Kunsthøgskolen i Oslo. Hon har varit ledare för Norsk forum for ytringsfrihet, ordförande i Norges Kunstnerråd och ordförande i Ungdomslitteraturens Forfatterlag. Mette Newth skriver barn- och ungdomsböcker som har vunnit priser och blivit översatta till 17 språk.
Newth är bosatt på Rykkinn i Bærum kommun. Hon är gift med författaren Philip Newth, som hon också har samarbetat med i ett flertal projekt. Författaren Eirik Newth är deras son. Hennes föräldrar, Lalli Knutsen och Fridtjof Knutsen, var också författare.